# 角屋
角屋（すみや）は、かつて京都・島原花街（現・京都市下京区）で営業していた揚屋（料亭・饗宴施設）である。建物は国の重要文化財に指定され、1998年より「角屋もてなしの文化美術館」として公開されている。

## 沿革
天正17年（1589年）、豊臣秀吉によって柳馬場二条に傾城町「柳町」が開かれ、初代徳右衛門が角屋の営業を始める。慶長7年（1602年）、柳町は突然の移転を強いられ、角屋も六条三筋町へ移転を余儀なくされた。
さらに寛永18年（1641年）、再度柳町は移転となり、角屋は二代目徳右衛門によって現在地の島原へ移された。なお、六条三筋町の所在地（新町五条下ル）は現在も角屋が所有している。
明治5年（1872年）まで営業した後、お茶屋に編入された。昭和60年（1985年）まで「松の間」を宴会に使用。
昭和27年（1952年）、島原が開かれて以来現存する唯一の揚屋の遺構として国の重要文化財に指定された（ただし「松の間」のみは大正末期の火災後の再建で、重要文化財には指定されず、2012年に登録有形文化財に登録）。
平成元年（1989年）より1日30人限定で内部を公開していたが、平成10年（1998年）4月には「角屋もてなしの文化美術館」が開館し、一般に公開されている。2014年現在、家名は十四代目に継承されており、当代が館長を勤めている。現在一般公開は1階部分のみ。損傷部分の保存を考え、2階座敷見学には事前予約が必要となっている。所蔵品は約1万1千点にのぼる。
隣接する山陰本線高架部分の騒音を巡り、JR西日本との間で長らく係争状態にあったが、平成20年（2008年）に、コンクリート製の高架に砂利を入れる等の対策をとることで騒音の軽減を図るという内容で和解に達した。
江戸時代中期には島原でも俳諧が盛んになり当時の角屋当主（七代目、俳名徳屋）は与謝蕪村を師として招いている。その蕪村がここに残した「紅白梅図」は国の重要文化財として当美術館に展示されている。 他、天明年間前後に制作された円山応挙、石田幽汀などの襖絵も残っている。
幕末には久坂玄瑞、西郷隆盛などの勤王の志士が密議を交わしたり、豪商からの資金調達のために接待に使用されていた。
また、新選組もここでの遊興を楽しんだ。特に芹沢鴨との関わり合いは深く、文久3年（1863年）6月ここで暴挙をはたらき、その際に出来た刀傷が今でも残っている。また、芹沢が殺害される直前にここで酒宴を開いている。角屋の前には「長州藩士久坂玄瑞の密議の角屋」、「新撰組刀傷の角屋」の石碑が建てられている。　
庭内には名物の「臥龍松」という枝の長い松が生えていたが枯れてしまい、現在の松は2代目にあたる。
現役時代を通して「揚屋」「お茶屋」であったため、太夫や芸妓を抱えていたことはない。しかし、現在角屋春秋会（角屋保存を支援する人々の会）会員向けの「角屋鑑賞会」（年2回）の開催時のみ江戸時代後期の太夫の衣装を着けた（現代の太夫の姿とは若干異なる）「八千代太夫」と呼ばれる女性がお茶のお点前や舞を披露している。

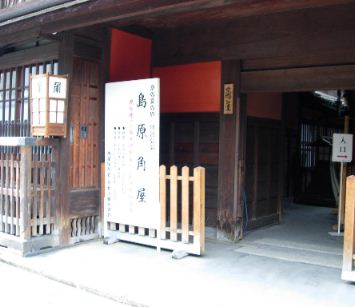
入口

## 建築
角屋の建物は木造2階建て、屋根は切妻造、桟瓦、こけら及び銅板葺き。揚屋町の通りに東面して建つ。通りに面する表棟と、中庭を挟んで西側に建つ奥棟からなり、両者は玄関部分で接続して1棟となっている。表棟は格子造で間口31.5メートルに達する。建立年代は、古い部分は角屋が六条三筋町から移転してきた寛永18年（1641年）頃とみられるが、その後たびたび増改築を経ている。角屋には延宝年間（1673 - 1680年）の板絵図が残り、この頃までに表棟と奥棟の主要部分は完成していたものとみられる。天明6年（1786年）に隣地を購入して屋敷地を南側へ広げており、2階の「扇の間」などは天明7年（1787年）の増築である。他にも増築・改造があり、間取りは複雑になっている。
表棟1階は中央やや南寄りに門口を設ける。1階北端には天井を網代組とした「網代の間」（28畳、床・棚・付書院つき）があり、以下、女仕事部屋、女部屋、仲居部屋、門口の土間、男部屋、四畳半、七畳半（2室）など、おもに使用人向けの諸室が並ぶ。門口を入ると、狭い前庭を介して正面に内玄関（中戸口）、右手に玄関（客用）がある。内玄関を入った奥棟部分の1階は、南側を通り土間とし、その北に板間、台所、帳場、茶室（2畳台目中板）など、おもに調理や裏方の諸室がある。台所の北には廊下を挟んで客室（9畳）と中庭がある。1階の北西側には大座敷の「松の間」があるが、この部分は1925年の一部焼失後の一部再建で、重要文化財の指定対象外となっている。
2階への階段は、客用玄関に表階段、台所に裏階段（箱階段）がある。表棟2階には北から「緞子の間」（23畳、床・棚・付書院つき）、「翠簾（みす）の間（口の間）」（12畳）、「翠簾の間（奥の間）」（10畳、床・棚つき）、「扇の間」（21畳、押入つき）があり、「翠簾の間（口の間）」の西に「草花の間」（6畳）、その西、奥棟との取合部に馬の間（9畳）がある。2階の奥棟部分には三畳長畳、孔雀の間（4畳半）、八景の間（6畳）、梅の間（10畳半）、囲の間（茶室）、水屋（3畳台目）があり、奥の西側には南に「青貝の間」（17畳、床・棚つき）、北に「檜垣の間」（14畳、床2か所・棚・押入つき）があり、「青貝の間」には露台（ベランダ）が付属する。
「緞子の間」は建具に緞子（高級な絹織物の一種）を張ることからこの名がある。「翠簾の間」は襖絵に翠簾（御簾）を描くことによる命名で、この部屋は建物内でももっとも古い、寛永期にさかのぼる部分とみられる。「扇の間」は天井に50数枚の扇面を貼ることからこの名があり、欄間や襖の引手などのデザインも扇形になっている。「青貝の間」は、建具や壁などに漆工芸に用いる青貝を埋め込んで模様を表している。この部屋に用いられている「青貝壁」は、九条土の壁に模様の形に切り抜いた青貝を埋め込んだ特殊な技法によるものである。ただし、この壁は当初からのものではなく、安永年間（1772 - 1780年）以降の製作とみられる。「檜垣の間」は、天井、建具などが檜垣文様をモチーフとしている。以上のように角屋の各部屋は装飾や意匠に変化をつけ、数少ない揚屋建築の遺例として、文化的価値が高く評価されている。

## 文化財

### 重要文化財
- 角屋
  - 角屋 1棟
  - 土地 2,483平方メートル

建物は「角屋 1棟」の名称で1952年3月29日に国の重要文化財建造物に指定されており、現在は公益財団法人角屋保存会が所有している。1980年12月18日には宅地2,483平方メートルが重要文化財に追加指定されている。他に、曲木亭、茶室、待合、東奥蔵、西奥蔵、台所蔵、棟札5枚、板絵図1枚、古図2枚、屋舗売渡状1枚が重要文化財の「附」（つけたり）として指定されている。　
他に、美術工芸品として下記の重要文化財を有する。
- 紙本金地墨画淡彩紅白梅図 与謝蕪村筆 襖貼付4面、四曲屏風一隻

襖4面は2階の「梅の間」所在。四曲屏風一隻も本来、襖と一連のものと思われる。

### 登録有形文化財
- 角屋松の間

### 京都市指定文化財
- 名勝
  - 角屋の庭（玄関庭・東坪庭・中坪庭・西坪庭・座敷庭） - 2010年（平成22年）4月1日指定。

### 参照
1. ↑  中川徳右衛門『角屋案内記』、長松株式会社発行、1988年4月22日。
2. ↑  京都新聞「京都・より道スポット」、1999年2月2日。電子版
3. ↑  見学者用パンフレット『角屋』公益財団法人角屋保存会発行。
4. 1 2 3  （宮澤、1985）、pp.156 - 161
5. ↑  （西、2005）、pp.10 - 12
6. ↑  昭和55年12月18日文部省告示第182号